# مملكة أيوثايا
مملكة أيوتايا هي مملكة سيامية ظهرت من عام 1350 إلى عام 1767. رحّبت أيوتايا بالتجار الأجانب، ومن ضمنهم الصينيون والبرتغاليون والهنود واليابانيون والفرس والبشتون، وفي وقت لاحق، الإسبان والهولنديون والإنجليز والفرنسيون، ما سمح لها بإنشاء قرى خارج أسوار العاصمة التي تسمى أيضًا أيوتايا.
في القرن السادس عشر، وصفها التجار الأجانب بأنها واحدة من أكبر المدن في الشرق وأغناها. ارتبط بلاط الملك ناراي (1656-1688) ارتباطًا قويًا ببلاط الملك لويس الرابع عشر ملك فرنسا، الذي قارن سفراؤه المدينة بباريس من حيث المساحة والثروة.
بحلول عام 1550، شملت توابع المملكة بعض دول المدن في شبه جزيرة ملايو وسوكوتاي ولان نا وأجزاء من بورما وكمبوديا. يُشار أحيانًا إلى هذا الجزء من تاريخ المملكة باسم «إمبراطورية أيوتايا».
أُطلق على أيوتايا اسم «سيام» في السجلات الأجنبية، ولكن العديد من المصادر تقول إن شعب أيوتايا أطلقوا على أنفسهم اسم تاي، وعلى مملكتهم اسم كرونغ تاي وتعني «بلاد التاي». أُشير إليها أيضًا باسم أيوديا في لوحة طلبتها شركة الهند الشرقية الهولندية.

## تاريخها

### النشأة
وفقًا للنسخة المتفَق عليها حول أصلها، نشأت دولة التاي المتمركزة في أيوتايا في وادي نهر تشاو فرايا من مملكة لافو السابقة القريبة (كانت في ذلك الوقت ما تزال تحت سيطرة إمبراطورية الخمير) وسوفارنابومي. يذكر أحد المصادر أنه في منتصف القرن الرابع عشر، نقل الملك أوثونغ بلاطه جنوبًا إلى السهول الفيضية الغنية لنهر تشاو فرايا على جزيرة محاطة بالأنهار خشية من خطر وباء محدق.

ومع ذلك، يعود تاريخ إنشاء أيوتايا إلى أقدم من هذا بكثير، إذ أظهرت الأدلة أن المنطقة كانت مأهولة بالسكان مسبقًا خلال فترة مملكة دفارافاتي التابعة لمون. وذكرت المصادر أنه في عام 850 ميلادية تقريبًا، احتل الخمير المنطقة وأنشؤوا معقلًا لهم هناك، وأطلقوا عليها أيوديا على اسم واحدة من أقدس المدن الهندوسية في الهند. يرتبط التاريخ المبكر لأيوتايا تاريخيًا بمستوطنة الخمير هذه. وافق الأمير دمرونغ أيضًا على أن هناك مدينة تسمى أيوديا أوجدها الخمير الذين يحكمون من لوبوري عند النقطة التي تلتقي فيها الأنهار الثلاثة. تُظهر خريطة التنقيب الآثار في باراي قديم (خزان مياه) قرب الطرف الجنوبي الغربي لمعبد وات ياي تشاي مونغخون الذي يُحتمل أنه بُني على مجمع معبد مهم يعود في السابق للخمير.
يشير اسم المدينة إلى تأثير الهندوسية في المنطقة. يعتقد البعض أن هذه المدينة مرتبطة بالملحمة الوطنية التايلاندية، راماكين، وهي النسخة التايلاندية من رامايانا.

## الغزوات والتوسع
بدأت أيوتايا هيمنتها بغزو الممالك الشمالية ودول المدن مثل سوكوتاي وكامفاينغ فيت وفيتسانولوك. قبل نهاية القرن الخامس عشر، شنت أيوتايا هجمات على أنغكور التي تُعد القوة العظمى في المنطقة. تلاشى تأثير أنغكور في نهاية المطاف من سهل نهر تشاو فرايا في حين أصبحت أيوتايا قوة عظمى جديدة.
كانت مملكة أيوتايا الناشئة تنمو بقوة. ساءت العلاقات بين أيوتايا ولان نا منذ دعم أيوتايا لتمرد ثاو تشوي. في عام 1451، كرّس يوتيتيرا، أحد نبلاء مملكة سوكوتاي الذي كان على صراع مع بوروماترايلوكانات ملك أيوتايا، نفسه لخدمة تيلوكاراج. حثّ يوتيتيرا بوروماترايلوكانات على غزو فيتسانولوك، ما أشعل حرب أيوتايا-لا نا على وادي تشاو فرايا الأعلى (مملكة سوكوتاي). في عام 1460، استسلم حاكم تشاليانغ لتيلوكاراج. استخدم بوروماترايلوكانات إستراتيجية جديدة وركّز على الحروب مع لان نا بنقل العاصمة إلى فيتسانولوك. عانت مملكة لان نا الإخفاقات، فسعى تيلوكاراج في نهاية المطاف إلى السلام في عام 1475.
ومع ذلك، لم تكن مملكة أيوتايا دولة موحّدة، بل خليطًا من الإمارات ذاتية الحكم والأقاليم الرافدة التي تقدّم الولاء لملك أيوتايا بموجب دائرة السلطة، أو نظام ماندالا، كما اقترح بعض المفكرين. قد يحكم هذه الإمارات أفراد من العائلة الملكية لأيوتايا، أو الحكام المحليون الذين يمتلكون جيوشهم المستقلة ويقع على عاتقهم واجب مساعدة العاصمة عند وقوع حرب أو غزو. ومع ذلك، اندلعت ثورات محلية بقيادة الأمراء أو الملوك المحليين من وقت لآخر. وكان على أيوتايا أن تقمعهم.
كلما كانت الخلافة موضع نزاع، جمع الحكام الأميريون -أو الشخصيات البارزة التي تدعم استحقاقها- قواتهم وتوجّهوا إلى العاصمة لممارسة الضغط اللازم من أجل الاستجابة لمطالبهم التي بلغت ذروتها في العديد من الانقلابات الدموية، وذلك بسبب عدم وجود قانون لخلافة العرش والمفهوم الراسخ لحكم الجدارة.
في بداية القرن الخامس عشر، أبدت أيوتايا اهتمامًا بشبه جزيرة ملايو، لكن الموانئ التجارية الكبرى في سلطنة ملقا اعترضت على مطالبها بالسيادة. شنّت أيوتايا عدة غزوات فاشلة ضد ملقا التي حُصِّنت دبلوماسيًا واقتصاديًا بدعم عسكري من سلالة مينغ في الصين. في أوائل القرن الخامس عشر، أسّس الأميرال تشنغ خه من أسرة مينغ قاعدة للعمليات في المدينة الساحلية، ما جعلها موقعًا استراتيجيًا لا يحتمل الصينيون خسارته أمام السياميين. ازدهرت ملقا في ظلّ هذه الحماية، وأصبحت أحد ألدّ أعداء أيوتايا حتى استيلاء البرتغاليين على ملقا.

### الحروب البورمية الأولى
ابتداء من منتصف القرن السادس عشر، تعرّضت المملكة لهجمات متكررة من سلالة تاونغو الحاكمة في بورما. بدأت الحرب البورمية السيامية (1547-1549) بغزو بورمي وحصار فاشل لأيوتايا. قاد الملك بينانغ الحصار الثاني (1563-1564) وأجبر الملك ماها تشاكرابات على الاستسلام في عام 1564. نُقلت العائلة المالكة إلى مدينة باغو في بورما، ونُصّب الابن الثاني للملك، ماهينتراتيرات، كملك تابع. في عام 1568، ثار ماهينتراتيرات عندما تمكن والده من العودة من باغو كراهب بوذي. استولى الحصار الثالث على أيوتايا في عام 1569، وأصبح ماها تاماراتشا ملكًا تابعًا للملك بينانغ.
في 1584، بعد أربع سنوات من وفاة بينانغ، أعلن الأوباراجا ناريسوان استقلال أيوتايا. أدى هذا الإعلان إلى قيام بورما بشنّ غزوات متكررة على أيوتايا، والتي حاربها السياميون في نهاية المطاف في مبارزة على الفيلة بين الملك ناريسوان وولي عهد بورما، مينجي سوا، في عام 1593 خلال حصار أيوتايا الرابع الذي قتل فيه ناريسوان مينجي سوا. يُحتفل اليوم بهذا النصر السيامي سنويًا في 18 يناير باعتباره يوم القوات المسلحة الملكية التايلاندية. في وقت لاحق من نفس العام اندلعت الحرب مرة أخرى (الحرب البورمية السيامية (1593-1600)) عندما غزا السياميون بورما، واحتلوا أولًا مقاطعة تانينثاري في جنوب شرق بورما في عام 1593 وبعد ذلك مدينتي مولمين ومارتابان في عام 1594. في عام 1599، هاجم السياميون مدينة بيغو، ولكنهم طُردوا في نهاية المطاف على يد المتمردين البورميين الذين اغتالوا الملك البورمي ناندا باين واستولوا على السلطة.
في عام 1613، بعد أن أعاد أناوكبيتلون توحيد بورما وبسط سيطرته عليها، غزا البورميون الأراضي التي يسيطر عليها السياميون في مقاطعة تانينثاري. وسيطروا على مدينة تافوي لفترة من الوقت حتى استعادتها القوات السيامية والبرتغالية. في عام 1614، غزا البورميون لان نا التي كانت في ذلك الوقت تابعة لأيوتايا. استمر القتال بين البورميين والسياميين حتى عام 1618 عندما أنهت معاهدةٌ الصراع. في ذلك الوقت، سيطرت بورما على لان نا، في حين ظلّت أيوتايا مسيطرة على مقاطعة تانينثاري في بورما حتى شمال مدينة تافوي.
في عام 1662، اندلعت الحرب بين بورما وأيوتايا (الحرب البورمية السيامية (1662-1964)) عندما حاول ملك أيوتايا، ناراي، استغلال الاضطرابات في بورما والسيطرة على لان نا. استمر القتال على طول الحدود بين الخصمين لمدة عامين، وفي إحدى الهجمات استولى ناراي على المدينتين البورميتين مارتابان ورانغون. في نهاية المطاف، نفدت الإمدادات لدى ناراي والسياميين وعادوا إلى بلادهم ضمن حدودهم.
لم تجلب التجارة الخارجية إلى أيوتايا الأدوات الفاخرة فحسب، بل الأسلحة الجديدة أيضًا. في منتصف القرن السابع عشر، خلال عهد الملك ناراي، ازدهرت أيوتايا ازدهارًا كبيرًا. في القرن الثامن عشر، فقدت أيوتايا تدريجيًا السيطرة على مقاطعاتها. مارس حكام المقاطعات سلطتهم بشكل مستقل، وبدأت تندلع التمردات ضد العاصمة.

### الحروب البورمية الثانية
في منتصف القرن الثامن عشر، علقت أيوتايا مرة أخرى في شراك الحروب مع البورميين. فشلت الحرب البورمية السيامية (1759-1760) التي بدأتها سلالة كونباونغ الحاكمة في بورما. أسفرت الحرب البورمية السيامية (1765-1767) عن نهب مدينة أيوتايا وفتح المملكة في أبريل 1767.